# St. Johannes von Nepomuk (Krahulčí)

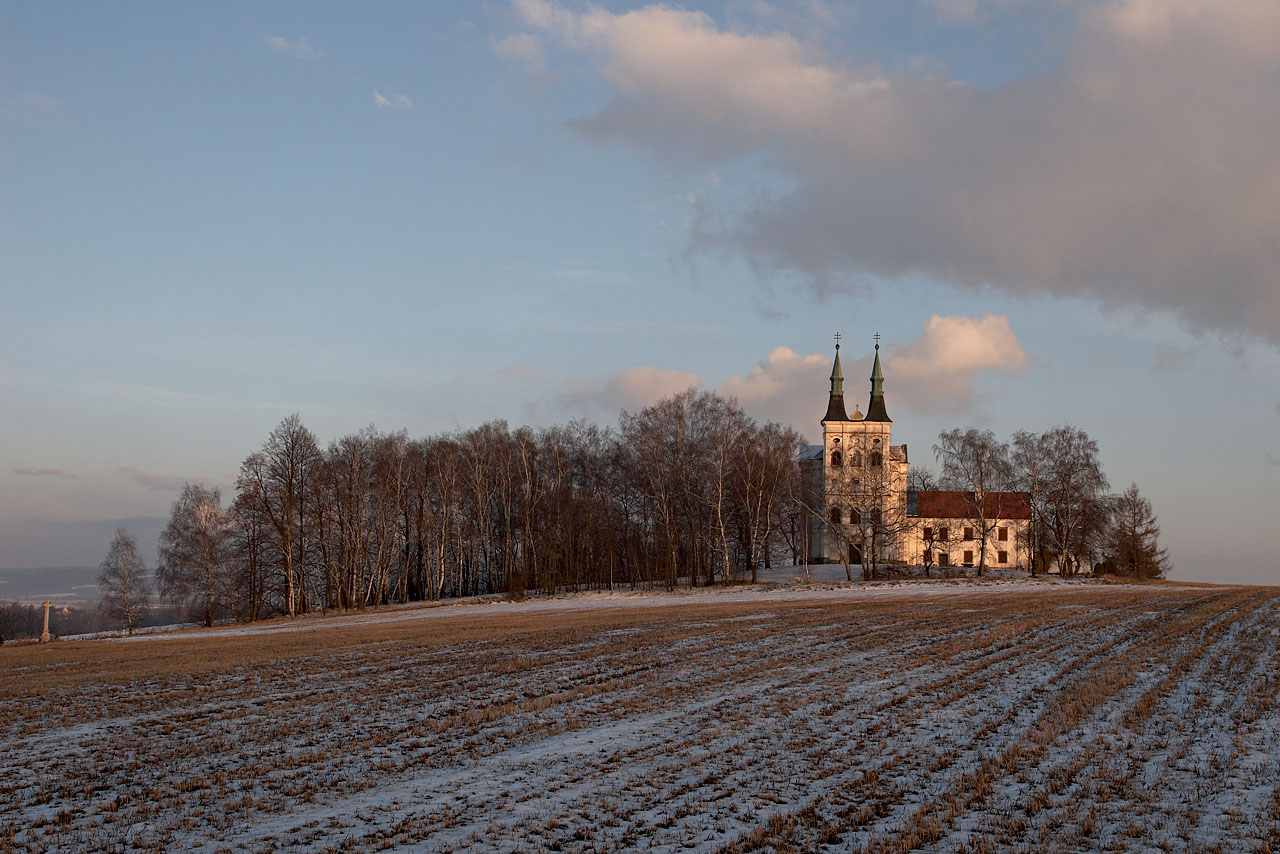
Blick von Westen auf die Kirche

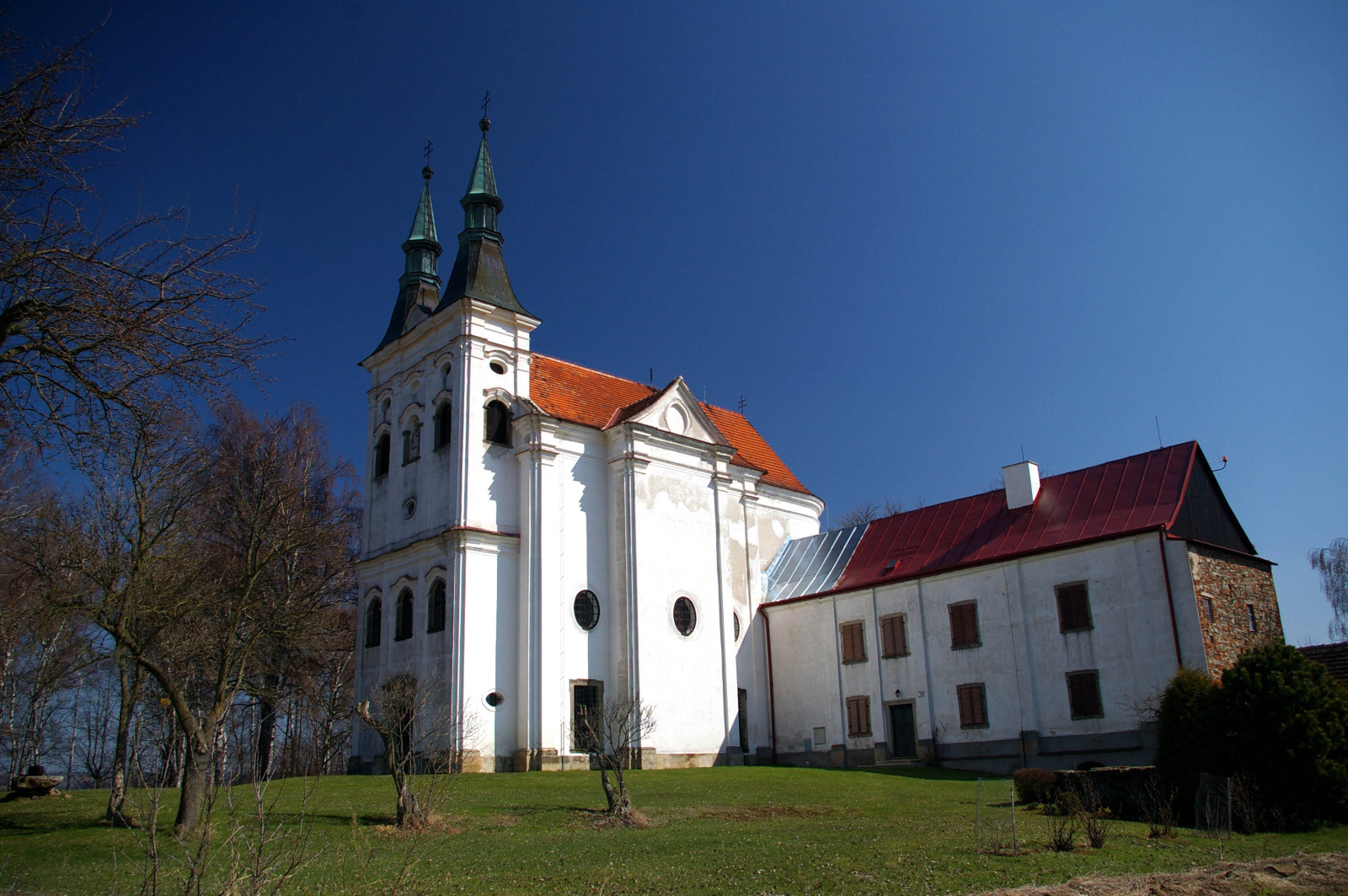
Ansicht von Südwesten

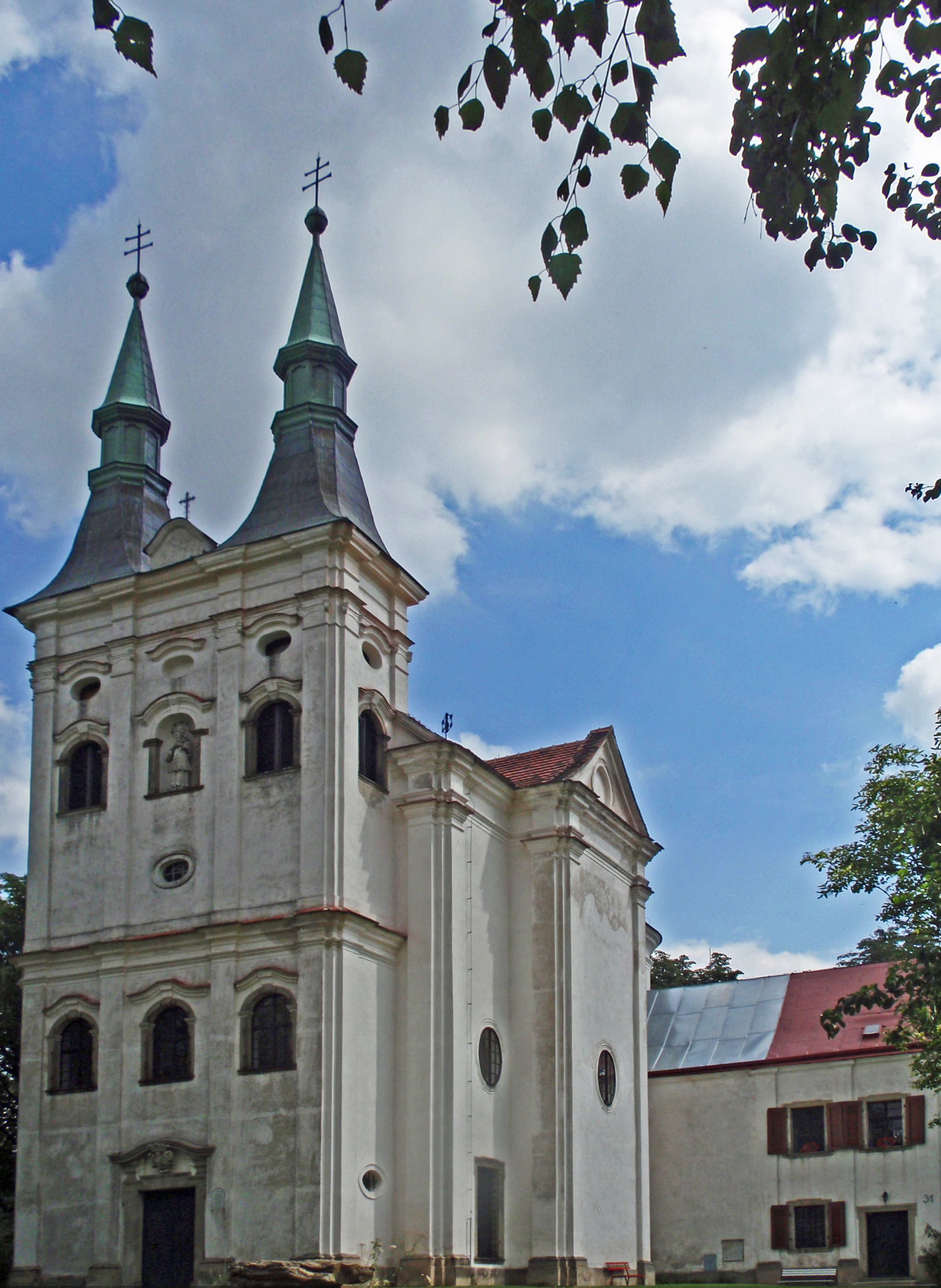
Hauptfassade

Die barocke römisch-katholische Wallfahrtskirche St. Johannes von Nepomuk (tschechisch Kostel svatého Jana Nepomuckého) ist ein Kirchengebäude des Bistums Brünn auf der Gemarkung der Gemeinde Krahulčí im Okres Jihlava, Tschechien. Das denkmalgeschützte Bauwerk war die erste dem hl. Johannes von Nepomuk gewidmete Kirche im Königreich Böhmen. Bei dem südlich an den Chor angebauten Haus (Krahulčí č.p. 31) soll es sich um den einzigen Flügel eines unvollendeten Franziskanerklosters handeln. Die Kirche brannte zweimal durch Blitzeinschlag. Sie ist eine Filialkirche der römisch-katholischen Pfarrei Telč (Teltsch).

## Lage
Die von einem Hain umgebene Kirche befindet sich – weithin sichtbar – auf halbem Weg zwischen Telč und Krahulčí inmitten von Feldern auf der Anhöhe Nováčkův kopec. 200 Meter nördlich verläuft die Staatsstraße I/23, dahinter liegt der Quellgrund des Baches Svatojanský potok mit den Teichen Padělek und Pospíchalův rybník. Der einzige Zugangsweg erfolgt nordwestlich von der Staatsstraße, am Abzweig steht ein hohes steinernes Flurkreuz.
Umliegende Ortschaften sind Myslivna im Norden, Štěpnice im Nordosten, Telč im Osten, Horní Myslová im Süden, Borovná im Südwesten, Krahulčí im Westen sowie Hostětice im Nordwesten.

## Beschreibung
Das einschiffige, geostete Bauwerk mit starker Vertikalwirkung wurde im italienischen Barockstil errichtet. Das mit einem Satteldach gedeckte, sehr kurze Schiff hat einen kreuzförmigen Grundriss. Östlich schließt sich ein halbrundes Presbyterium an. Bis zum ersten Brand war das Schiff von einer Mittelkuppel mit sechs Fenstern gekrönt. Die Kirche hat eine Länge von 25 m, die Breite beträgt 8,9 m. Den westlichen Abschluss bildet eine Doppelturmfassade mit zwei Türmen von 28 m Höhe. Das zwischen den Türmen befindliche Hauptportal wird durch eine Kartusche mit dem ehelichen Allianzwappen Liechtenstein-Kastelkorn und Hallweil geschmückt.
Das Hauptaltarbild stellt die Glorifikation des Johannes von Nepomuk dar. In den Nischen der beiden Seitenkapellen befinden zwei weitere Altäre mit Gemälden von François de Roëttiers; das nördliche stellt den Dank des hl. Johannes an die hl. Dreifaltigkeit dar, das südliche den hl. Franz von Assisi. In Folge der beiden Brände ging der größte Teil der ursprünglichen Innenausstattung verloren. Weitere Verluste entstanden in den 1990er Jahren.
An die Südseite des Presbyterium ist der einstöckige, heute als Ferienhaus genutzte, Klosterflügel mit der Sakristei im Erdgeschoss angebaut. Vor dem danebenstehenden Schuppen befindet sich ein Brunnen.

## Geschichte
Die Kirche wurde zwischen 1726 und 1728 auf Veranlassung des Besitzers der Fideikommissherrschaft Teltsch, Franz Anton von Liechtenstein-Kastelkorn und dessen Frau Maria Anna von Hallweil durch einen unbekannten Baumeister errichtet. Franz Anton, der letzte männliche Nachfahre des Geschlechts Liechtenstein-Kastelkorn, stattete die Kirche mit einem Gestift für 200 Heilige Messen aus und verfügte, dass darin die Oktav des hl. Johannsfestes jährlich mit einer großen Andacht gefeiert werde. Am 4. Juli 1729 wurde sie geweiht und dabei als erste Kirche im Königreich Böhmen dem hl. Johannes von Nepomuk, der kurz zuvor heiliggesprochen worden war, gewidmet.
Die zusammen mit dem Kirchenbau vorgesehene Errichtung eines Franziskanerklosters blieb unvollendet. Lediglich ein an die Südseite angebauter Flügel, den Wolny als ein „niedliches Wohngebäude“ bezeichnete, wurde fertiggestellt und als Wohnhaus des herrschaftlichen Hegers, später als Forsthaus genutzt.
Am Abend des 10. Juni 1830 – einige Quellen geben irrtümlich 1820 an – kam es nach einem Blitzschlag in den Nordturm zu einem Brand des Dachstuhls, bei dem auch die Glocken beschädigt wurden. Beim Wiederaufbau stürzte die über dem Schiff befindliche Kuppel ein. Am 18. August 1934 brannte das Kirchendach erneut durch Blitzschlag ab. Im November 1935 war die Kirche wiederhergestellt. Nach dem Zweiten Weltkrieg wurde das Forsthaus aufgehoben.
Zwischen 1991 und 1992 wurde die Kirche generalsaniert und die Türme mit Kupferblech eingedeckt, zugleich wurde sie an das Elektrizitätsnetz angeschlossen.
Im Jahre 1958 wurde die Kirche einschließlich dem Klostergebäude zum Kulturdenkmal erklärt. 1985 wurde sie in das Schutzgebiet für den historischen Kern der Stadt Telč aufgenommen. Seit dem 4. Dezember 1992 ist sie auch Teil der Pufferzone des Weltkulturerbes „Historisches Zentrum von Telč“.